# Kanton Anglure
Kanton Anglure (fr. Canton d'Anglure) byl francouzský kanton v departementu Marne v regionu Champagne-Ardenne. Tvořilo ho 18 obcí. Zrušen byl po reformě kantonů 2014.

## Obce kantonu
- Allemanche-Launay-et-Soyer
- Anglure
- Bagneux
- Baudement
- La Celle-sous-Chantemerle
- La Chapelle-Lasson
- Clesles
- Conflans-sur-Seine
- Esclavolles-Lurey
- Granges-sur-Aube
- Marcilly-sur-Seine
- Marsangis
- Saint-Just-Sauvage
- Saint-Quentin-le-Verger
- Saint-Saturnin
- Saron-sur-Aube
- Villiers-aux-Corneilles
- Vouarces